# La Tène (Fundplatz)

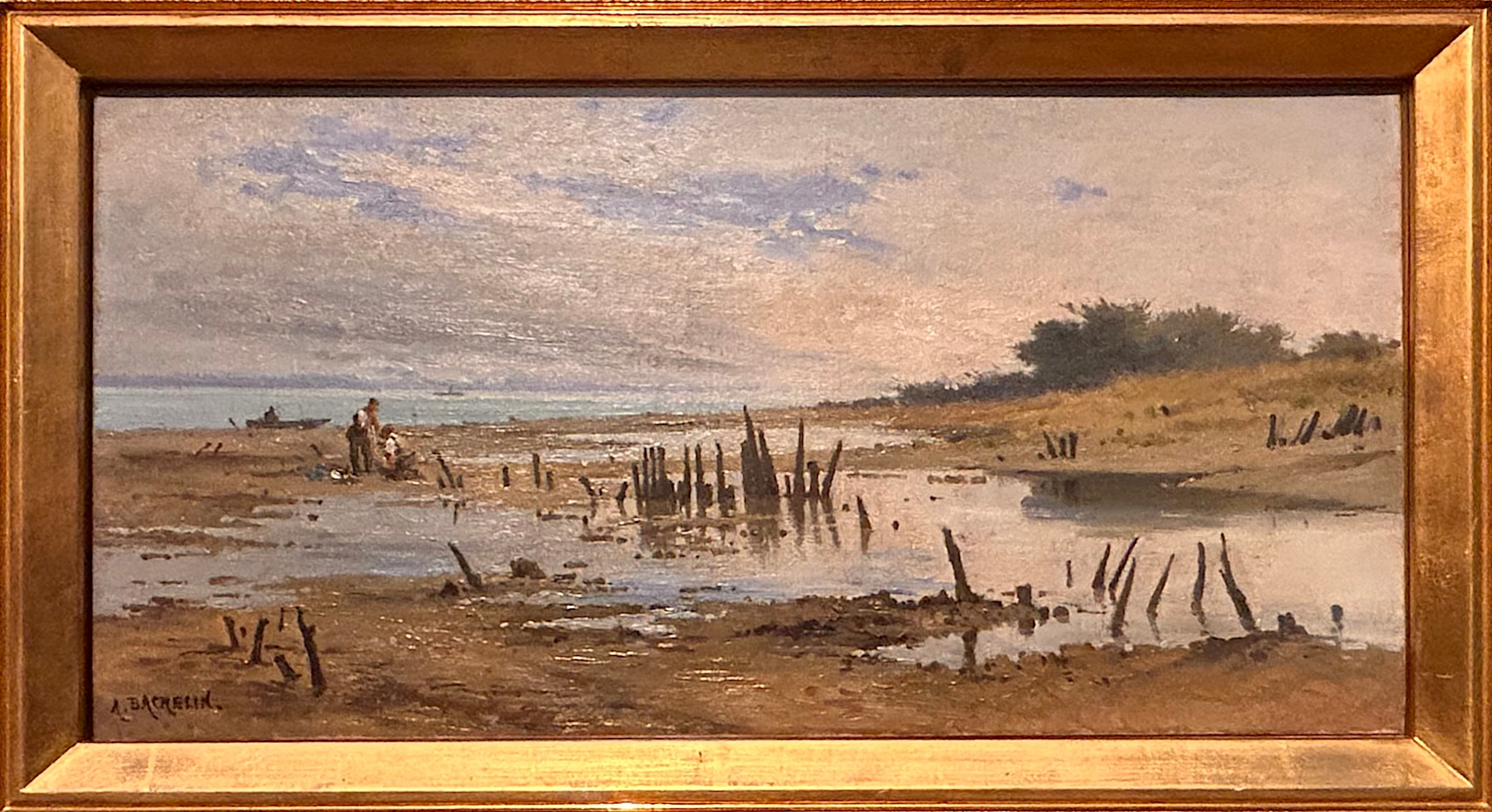
Pfähle der ehemaligen Siedlung La Tène. Gemälde von Auguste Bachelin, 1878

Der Fundplatz La Tène (sprich [la ˈtɛːn]) in der Schweizer Gemeinde Laténa wurde im 19. Jahrhundert namengebend für die archäologische Klassifikation der jüngeren vorrömischen Eisenzeit als Latènezeit. Die Fundstelle bei Epagnier liegt in moorigem Land, am östlichen Ufer des Neuenburgersees, wo dieser durch den Zihlkanal mit dem Bielersee verbunden ist.

## Die Funde und ihre Datierung

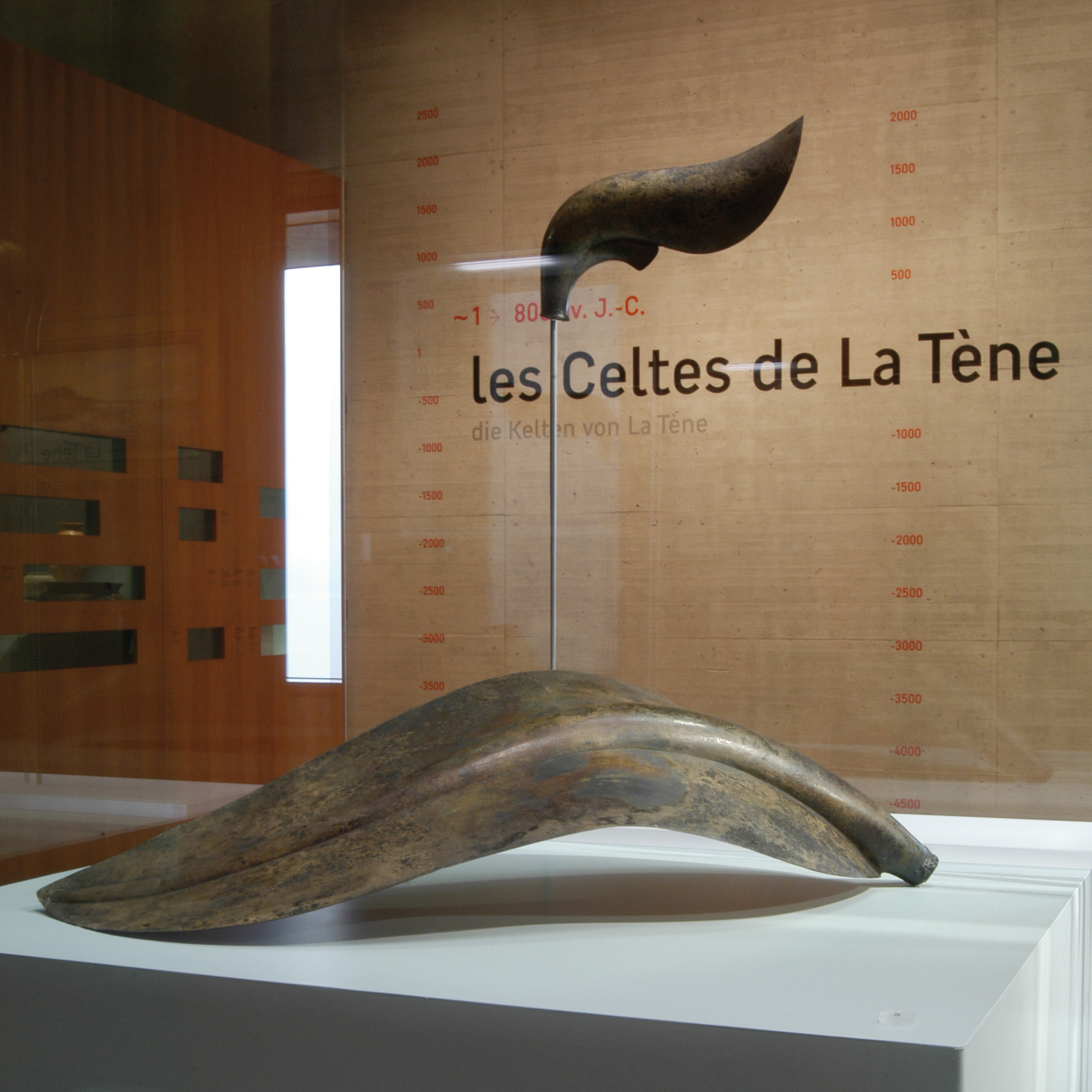
Dekoratives Element auf einer Carnyx (keltisches Blasinstrument), das in La Tène ausgegraben wurde.

Das Inventar der Objekte umfasst ca. 2500 Stücke. Da der Fundort damals unter Wasser lag, wurden auch Gewebestücke und Objekte aus Holz und Leder geborgen: Angriffs- und Verteidigungswaffen aus Eisen bzw. Holz (Schwerter und Scheiden, Lanzen- und Pfeilspitzen, ein Bogen, Schilde, Wagenbestandteile), Arbeitsgeräte sowohl für das Gewerbe als auch für den Landbau (Sensen, Beile, Messer, Scheren, ein hölzerner Pflug usw.), Pferdegeschirr, hölzerne Teller und Schalen, Ringe und Fibeln aus Eisen und Bronze, Gewebestücke, verschiedene Gegenstände aus Bronze, mehrere Töpfchen, einige römische Ziegel, römische Mühlsteine, gallische und römische Münzen, Keramikgefässe.

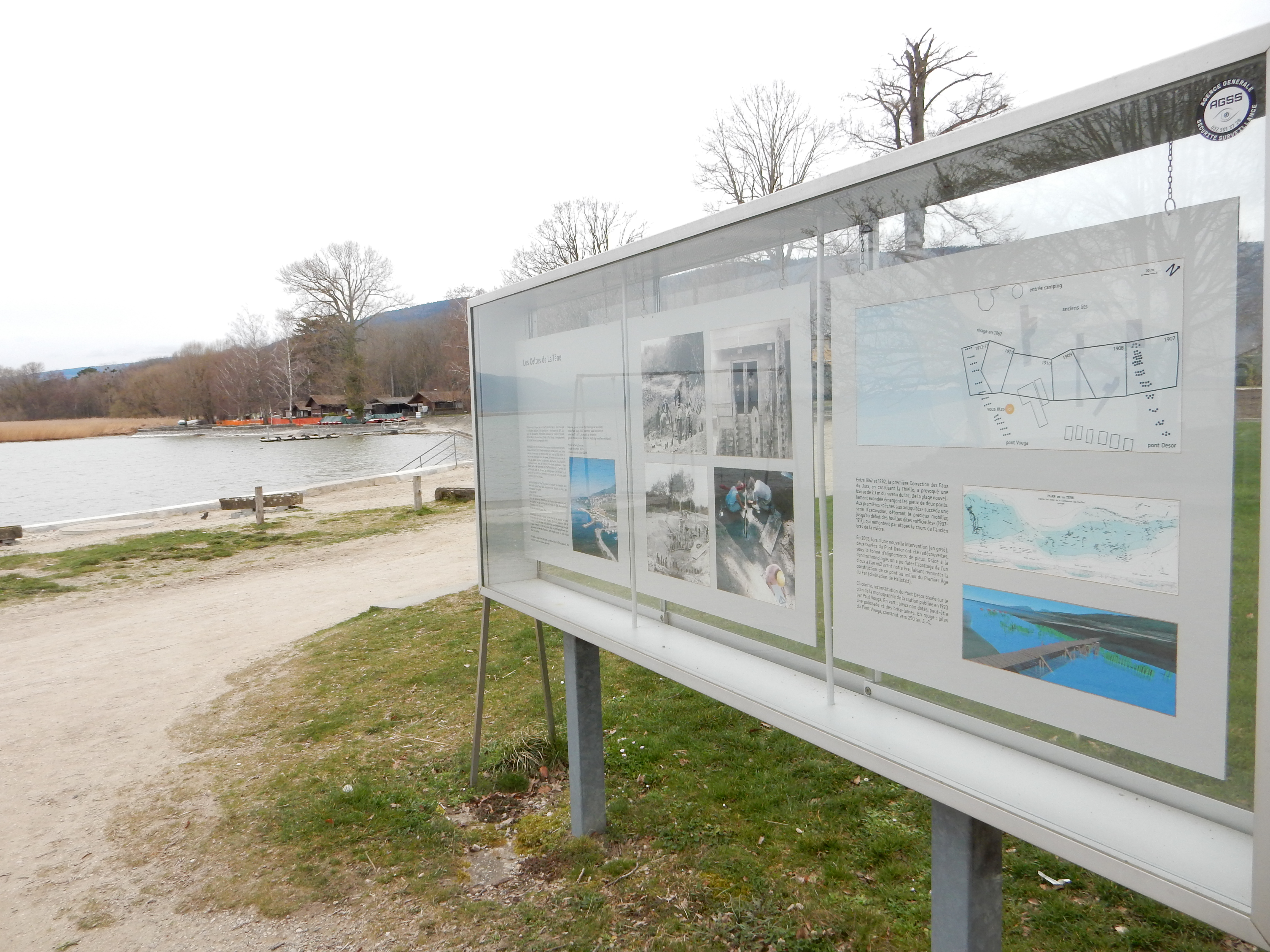
La Tène, Informationstafel zu den Grabungen anfangs 20. Jahrhundert

Erwähnenswert sind die Schwerter und ihre Scheiden, weil sie sich für eine relative Chronologie am besten eignen. Um La Tène eine Datierung zu geben, wurden Vergleiche zwischen den Scheiden und Fibeln, Lanzenspitzen und Münzen gemacht. Diese Studien gaben die folgenden Ergebnisse: Obwohl Schwerter aus dem Frühlatène vorhanden sind, zeigt der Grossteil der Schwerter, der Scheiden, der Lanzenspitzen und der Fibeln, dass die Station vor allem im Mittellatène benutzt wurde. Der Spätlatène konnten keine Schwerter zugeordnet werden, hingegen wurden Spätlatène-Fibeln gefunden. Das heisst, dass La Tène während einer langen Phase begangen wurde, und zwar von der zweiten Hälfte des 3. Jahrhunderts bis zum 1. Jahrhundert v. Chr.
Einige Holzgegenstände konnten dendrochronologisch datiert werden: Brückenpfähle auf die Zeit von 254 – 251 v. Chr., wobei die frühe Datierung der Pont Desor mit 660–665 v. Chr. überrascht. Ein Schild ergab das Datum 229 v. Chr. und ein Rad stammte aus dem Jahr 38 v. Chr.
Die Objekte aus La Tène sind mittlerweile über fünf Kontinente verstreut. Verschiedene Kunstgegenstände und Skelette wurden illegal verkauft, deswegen ist es sehr schwierig, ein gesamtes Inventar der Funde zu erfassen. Der Grossteil der Objekte liegt jedoch im Schweizer Landesmuseum in Zürich und im Laténium, dem archäologischen Museum des Kantons Neuchâtel in Hauterive.
Heute liegt in La Tène an der Stelle der ehemaligen Siedlung sowie des Fundortes des Goldschatzes ein Campingplatz.

## Grabungs- und Deutungsgeschichte

### Vor der ersten Juragewässerkorrektur
Das Niveau des heutigen Neuenburgersees ist im Durchschnitt zwei Meter niedriger als im 19. Jahrhundert, vor der ersten Juragewässerkorrektur der Jahre 1868 bis 1891. La Tène befand sich deswegen etwa sechzig bis siebzig Zentimeter unter Wasser. Diese Untiefe, aus der hie und da Pfosten auftauchten, wurde von den Fischern „Tène“ genannt.
Im November 1857 stiess der Fischer Hansli Kopp, der für Oberst Friedrich Schwab arbeitete, auf die Siedlung. Vierzig Eisenwaffen zog er im Verlauf einer Stunde mit Greifern aus dem schlammigen Boden. 1860 waren schon zwei Sammlungen entstanden: das Museum Schwab in Biel und das Kantonalmuseum für Archäologie in Neuchâtel, das heutige Laténium. Die Gegenstände von Alexis Dardel–Thorens, der das Gebiet von 1858 bis 1866 untersuchte, wurden nach seinem Tod vom Volkskundemuseum in Berlin gekauft.
1863 gab es einen ersten Deutungsversuch: La Tène sei ein keltischer Pfahlbau gewesen. Die von eisernen Gegenständen charakterisierten Stationen um den Neuenburgersee wurden zunächst von keltischen, dann von helvetischen Stämmen besiedelt, welche ihre Sitze im südwestlichen Germanien verlassen hatten.
1864 publizierte Pierre Jean Édouard Desor die Ergebnisse seiner Untersuchung über die Pfahlbauten aller Epochen um den Neuenburgersee. Er verglich verschiedene Fundorte und Funde und untersuchte die klassischen schriftlichen Quellen für die historischen Epochen, d. h. für die Eisenzeit. Da er aber keinen Bericht über keltische Pfahlbausiedlungen fand, schloss er, dass La Tène ein helvetisches Waffenlager in moorigem Gebiet war, wo das Moor ein geeigneter Schutz zu sein schien.

### Die ersten Vergleiche
Dank den Vergleichen mit den Funden aus der Tiefenau bei Bern und Alesia (Alise-Sainte-Reine) konnten die Forscher die Eisengegenstände (vor allem die Waffen) aus La Tène den Helvetiern zuschreiben. Sie gehören in die spätkeltische Periode. Der Herstellungsort wurde per Analogieschluss gallischen, vielleicht belgischen Werkstätten zugeschrieben. Dieser These wurde später von Paul Vouga zu Beginn des 20. Jahrhunderts widersprochen: Er schlug vor, dass die Waffen im Jura gefertigt worden seien.

### Juragewässerkorrektur
Nach der ersten Juragewässerkorrektur senkte sich das Wasser um ungefähr zwei Meter, und der See zog sich nach Westen zurück. Verschiedene bekannte und noch nicht bekannte Siedlungen tauchten im wahrsten Sinne des Wortes auf. Erst diese Tatsache ermöglichte die ersten richtigen Ausgrabungen. Geologische Untersuchungen zeigten, dass in der Latènezeit der Seespiegel viel niedriger war. Das Wasser stieg ab der römischen Zeit an, d. h. La Tène wurde auf trockenem Boden aufgebaut: Es war keine Siedlung mit direktem Anschluss ans Wasser.
Emil Vouga leitete die ersten archäologischen Untersuchungen. Kurz vorher, 1876, während des Internationalen Kongresses der Anthropologie und Archäologie in Stockholm, wurde vom schwedischen Archäologen Hans Hildebrand der zweiten Periode der Eisenzeit der Name „La Tène“ gegeben.
Emil Vouga grub nordöstlich der „Ausgrabungen“ von Schwab und Desor. Seine Arbeiten wurden wegen Geldmangels abgebrochen; sein Werk ist trotzdem entscheidend, weil er als erster sechs Gebäude und zwei Brücken erkannte und ausführlich beschrieb. Die Brücken bekamen später die Namen „Pont Vouga“ (südöstlich) und „Pont Desor“ (nordwestlich). 2003 konnte letztere auf die Zeit um 660 v. Chr. datiert werden, stammte also nicht aus römischer Zeit, wie lange angenommen wurde. Es fehlt eine genauere Beschreibung der Gebäude, die heute helfen könnte, die Funktion dieser „Häuser“ zu bestimmen. Emil Vouga brachte weiter verschiedene eiserne Objekte ans Licht und entdeckte erstaunlich viele menschliche und tierische Überreste, die erst viel später untersucht wurden. Während einiger Monate grub F. Borel, Hausmeister des Museums, in La Tène aus, dokumentierte seine Arbeit aber nicht und verkaufte verschiedene Stücke nach Bern und Genf. 1885 wurde schliesslich die Lage vom Kanton Neuchâtel reglementiert: Der Société des Sciences Naturelles wurde das exklusive Ausgrabungsrecht gegeben; Emile Vouga setzte zusammen mit William Wavre die wissenschaftlichen Arbeiten fort.
Bis 1886 ergab die Fundsituation fünf Punkte:
- Die architektonischen Strukturen bestehen aus zwei Brücken, einer Palisade und fünf Häusern, die auf einer kleinen „Insel“ zwischen dem ehemaligen und dem Hauptbett der Zihl stehen.
- Die gefundenen Waffen sind teilweise unbeschädigt, meistens aber zerbrochen.
- Es gab keine Spuren von weiblicher Präsenz.
- Zahlreiche menschliche Skelette bilden das Knochenspektrum.
- Der Fundort besass zweifellos einen strategischen Wert: Es handelte sich um eine natürlich befestigte Siedlung, zwischen Bieler-, Murten- und Neuenburgersee, an der Kreuzung der Nord-Süd- und Ost-West-Routen.

Emile Vouga und Gross teilten die Meinung, dass es sich nicht um ein Dorf handelte, sondern um ein oppidum. Beide Autoren waren der Auffassung, dass La Tène schon vor 200 v. Chr. besiedelt war, obwohl der Ort seine Blütezeit während der letzten zwei Jahrhunderte vor Christus hatte. Vermutlich hatte die XXI. Legion das Lager besetzt, wie Dachziegel bezeugen.
Im Laufe der Zeit folgten mehrere Deutungsversuche aufeinander. Man kann daraus drei Typen von Ausdeutungen unterscheiden:
- Militärisch: die Siedlung diente als Waffenlager, Beobachtungsstation und/oder befestigte Zuflucht.
- Wirtschaftlich: La Tène war eine Werkstatt, die Waffen herstellte, ein Lager und/oder ein Handelszentrum.
- Beides: Der Platz war ein Lager und eine Werkstatt, die sich im Notfall in eine Zuflucht umwandelte.

Alle drei „Schulen“ waren sich aber über das Ende von La Tène einig: Die Station wurde verlassen und zerstört, wahrscheinlich nach einem Kampf.

### Die Ausgrabungen von W. Wavre und P. Vouga

Plan der Fundstellen 1906-1916

1906 wurde eine Kommission zu den Ausgrabungen von La Tène gewählt, geführt von William Wavre und von Paul Vouga, Sohn von Emil Vouga. Die Ausgrabungen erfolgten von 1907 bis 1918, die Publikation erschien 1923. Ufer und Bett der Zihl wurden systematisch untersucht; zahlreiche Gruppen von Objekten tauchten wieder auf. Die Befunde präsentierten sich als Gruppen von ähnlichen Geräten. Diese „Gepäcke“ dienen noch heute als Beweise für zwei entgegengesetzte Thesen: Die eine verteidigt die Ansicht, dass die Station ein Heiligtum war, wo verpackte Eisengeräte und Schwerter ins Wasser geworfen worden waren; die andere ist der Auffassung, dass La Tène ein militärisches Lager war, wo die Ware verpackt worden war.
Die Objekte tauchten meistens in den Uferzonen auf und dort in Sedimenten, die von der Strömung angeschwemmt worden sind. Das südliche Ufer, beim Pont Vouga, war besonders reich an Funden (dort wurden auch zwei menschliche Skelette ausgegraben). Im Flussbett wurde hingegen quasi nichts gefunden.
1923 fasst Vouga die sicheren Punkte der Latèneforschung zusammen, und kommt zum Schluss: Damals wurde bereits angenommen, dass La Tène keine Pfahlbausiedlung war, sondern eine auf dem Südufer der Zihl gebaute Station. Der Ort war befestigt durch eine Palisade; die gefundenen Objekte sind völlig gallisch; jüngere Münzen und Fibeln sind ausserhalb der Station geborgen worden, weshalb sie für eine Deutung des Fundortes La Tène nicht in Anspruch genommen werden können. La Tène war also kein Zoll, wie Joseph Déchelette 1914 vermutet hatte. Weibliche Trachtbestandteile fehlen, während die Waffen den Grossteil der Funde bilden. Da weder Amboss noch Schmiedhammer noch metallische Herstellungsabfälle geborgen worden waren, war La Tène keine Werkstatt. Zahlreiche Objekte wurden in bestimmten Kombinationen gefunden, meistens neu und noch in grobes Gewebe verpackt: Es handle sich somit um ein Lager. Vougas Meinung nach war La Tène ein befestigtes Lager, das militärisch besetzt war.
Am Ende der Ausgrabungen war das Inventar der Objekte enorm: 2500 wurden gelagert, obwohl solche Stücke eine umstrittene Herkunft aufweisen: Schwerter mit und ohne Scheide, Aufhängungsringe, Lanzenspitzen und Lanzenschuhe, Schilde, Schildbuckel, Helme, Spiesse, Pfeilspitzen, ein Bogen, Schmuckstücke und Fibeln, verschiedene Eisengeräte (Fischfang, Ackerbau, Handwerkertum, Pferdegeschirr, Wagenstücke), diverse Ringe, Gefässe aus Bronze, Holz und Ton, Messer, Eisenbarren und Spielstücke.

### Die jüngere Forschung
Nach Paul Vouga und William Wavre folgten keine weiteren Ausgrabungen, da die Objekte katalogisiert und die Ergebnisse publiziert werden mussten. Die Monographie erschien 1923. Der gesamte Katalog wurde nie erfasst. Studien, Artikel und Arbeiten setzen sich aber bis ins 21. Jahrhundert fort.
Klaus Raddatz verglich die von Paul Vouga beschriebenen Umstände von La Tène mit jenen aus Norddeutschland und Dänemark, wo sichere Kultplätze lagen. Er fand so viele Ähnlichkeiten, vor allem was Skelette und Waffen betraf, dass er als erster der Station eine sakrale Deutung gab. Seine These, die 1952 erschien, wurde 1955 von René Wyss unterstützt. Der militärische Charakter der Siedlung wurde aber verstärkt. E. Pelichet widersprach in demselben Jahr Raddatz: Er lud ein, Acht zu geben, weil Raddatz nicht die Tatsache in Anspruch genommen hatte, dass es höchst schwierig ist, sich eine klare Idee des Fundortes zu machen. Die Herkunft vieler Objekte, die in den Museen mit der Aufschrift „La Tène“ liegen, ist nicht klar, und die lückenhaften und ungenauen Berichte über die Holzbauten in situ reichen nicht, um sich den Ort vorzustellen.
In einem Aufsatz über das tierische Knochenspektrum offenbarte Herbert Jankuhn 1966, dass nur folgende Skelettteile vorhanden waren: Schädel und Beine, meistens von Rindern und Pferden. Kein einziges Jagdtier wurde geborgen: Es ging um einen atypischen Fund für ein bewohntes Areal. Jankuhn hat die Studie von Keller, die in Vougas Monographie enthalten ist, erweitert und vertieft. Er hat den Fundort mit ähnlichen Funden und Befunden in dänischen und norddeutschen Moorfunden, die jetzt als gesicherte Kultplätze gelten, verglichen. Das Tierknochenspektrum in Dänemark und Norddeutschland entsprach jenem in La Tène: kein Wildtier, aber Pferdeknochen in einer ganz bestimmten Auswahl (Schädelknochen und untere Extremitätenreste).
Ein weiteres Knochenstudium, diesmal über menschliche Überreste, zeigte, dass ein Schädel und ein Langknochen Spuren von Verletzungen trugen. Die Forscherin Renate Rolle schlug vor, sie seien Reste von Menschenopfern und/oder Menschenfresserei. Endlich erfolgte eine erste Katalogisierung der Arbeit von José Maria de Navarro, der die Schwerter und deren Scheiden zusammengestellt und eine präzise Scheidenchronologie aufgestellt hat.
In den 60er Jahren, zur Zeit der zweiten Juragewässerkorrektur, sorgte die Zihl für eine weitere Überraschung: Eine neue Siedlung tauchte auf: Cornaux. Hanni Schwab publizierte 1989 eine Studie über die Kelten auf den Flüssen Broye und Zihl, in der sie auch La Tène erwähnt. Ihre These zum Verlassen des Ortes ist interessant, obwohl sie nicht richtig ist: Cornaux und La Tène seien Dörfer gewesen, die einen Hafen besessen hätten. Sie seien zeitgleich gewesen, und beide seien gleichzeitig durch eine gewaltige Überschwemmung zerstört worden. 1977 widersprachen aber geologische Untersuchungen dieser These.
Die Benutzung der hölzernen Strukturen ist noch heute rätselhaft, weil sich niemand ausser Emil Vougas (der aber nicht ausführlich darüber informierte) damit beschäftigte. Diese Strukturen sind für die heutige Forschung verlorengegangen.
Im Neuenburger Museum Laténium werden die Knochen- und Objektfunde in La Tène dahingehend interpretiert, dass anlässlich der oben erwähnten Überschwemmung die Menschen die Siedlung mit Karren, Tieren, Waffen und Habseligkeiten über eine Brücke verlassen wollten. Dabei stürzte diese zusammen und riss die Menschen und Tiere mit in den Tod.
2007-2009 nahm ein Nationalfonds-Projekt die gesamten bisherigen Studien wieder auf, wobei die aktuellen Forschungsergebnisse vom NMB Neues Museum Biel in Zusammenarbeit mit dem Landesmuseum Zürich in drei Ausstellungen der Öffentlichkeit vorgestellt wurden. La Téne kann demzufolge als Trophäensammlung, aus Waffen, Werkzeugen, Toilettengegenständen und tierischer und menschlicher Überreste, gesehen werden. Diese wurden wie ein Denkmal wohl auf einer Brücke zur Schau gestellt und waren Teil von rituellen und kultischen Praktiken der Kelten um 200 v. Chr.

## Film
- Die Dämmerung der Kelten. Dokumentation, Schweiz, 2007, 53 Min., Regie: Stéphane Goël, Produktion: arte, SSR (Aufgrund einer Notgrabung stiessen Archäologen auf dem Gipfel des neben dem Neuenburgersee gelegenen Mormont auf die grösste bislang bekannte keltische Kultstätte.)